# Kanalmuseet

Kanalmuseet är ett museum i Trollhättan. Museet ligger vid krönet av slusstrappan till Trollhätte kanal.

## Historik
Kanalmuseet öppnades 1984 och är inrymt i en hundraårig förrådsbyggnad vid Trollhättans övre sluss. På museet visas bland annat ett femtiotal båtmodeller, en gammal arbetsjolle och dykardräkt med undervattensverktyg från 1800-talet. I museet finns även en smedja och snickarverkstad från den tiden återkonstruerade. 
Från lastfartyget Vielle Montagne III finns kaptenens salong i röd plysch att beskåda, samt alla kanalbolagets gästböcker från 1796 och framåt.
Under sommaren guidar Folkuniversitetet i slussområdet tre gånger dagligen.